# Loharu
Loharu là một thành phố và là nơi đặt ủy ban đô thị (municipal committee) của quận Bhiwani thuộc bang Haryana, Ấn Độ.

## Địa lý
Loharu có vị trí 28°27′B 75°49′Đ / 28,45°B 75,82°Đ Nó có độ cao trung bình là 262 mét (859 feet).

## Nhân khẩu
Theo điều tra dân số năm 2001 của Ấn Độ, Loharu có dân số 11.421 người. Phái nam chiếm 52% tổng số dân và phái nữ chiếm 48%. Loharu có tỷ lệ 55% biết đọc biết viết, thấp hơn tỷ lệ trung bình toàn quốc là 59,5%: tỷ lệ cho phái nam là 66%, và tỷ lệ cho phái nữ là 44%. Tại Loharu, 17% dân số nhỏ hơn 6 tuổi.